# ピーター・ゲルケンス
ピーター・ゲンケンス（Pieter Gerkens，1995年8月13日 - ）は、ベルギー・リンブルフ州ビルゼン出身のサッカー選手。ジュピラー・プロ・リーグ・KAAヘント所属。ポジションはミッドフィールダー。

## 経歴
KRCヘンクに所属していた2013年11月28日、UEFAヨーロッパリーグ・FCディナモ・キーウ戦に途中出場し、プロデビューを果たした。2013年12月1日、OHルーヴェン戦に出場しベルギーリーグデビューを果たした。その3日後、ベルギーカップ・KVメヘレン戦に先発出場し、61分にアントニー・リンボンベと交代するまでプレーした。